# Whoia angusta
Whoia angusta is een pissebed uit de familie Desmosomatidae. De wetenschappelijke naam van de soort is voor het eerst geldig gepubliceerd in 1899 door G.O.Sars.